# Medizin des Mittelalters

Manuskript aus dem späten 15. Jahrhundert mit den „Vätern der Medizin“: Neben Hippokrates, Avicenna, Aristoteles, Galenos, Albertus Magnus und Dioskurides ist unten rechts auch der fiktive „Macer“ abgebildet.

Die Medizin des Mittelalters oder mittelalterliche Medizin bzw. die mittelalterliche Heilkunde, genannt auch Heilkunde des Mittelalters, umfasst in etwa die Heilkunde der Zeit von 400 bis 1500. Die Medizin des Mittelalters basiert vor allem auf der antiken Humoralpathologie (Säftelehre), die durch Hippokrates von Kos begründet und von Galenos weiterentwickelt worden war. Nach dem Zerfallen des Römischen Reiches in der Spätantike zersplitterte sich die akademische Medizin in drei territoriale Hauptstränge und wurde fortan in Westeuropa (bzw. dem Abendland), Byzanz und in der arabischen Welt weitergeführt, bis diese durch das Aufkommen der universitären Medizin im Hochmittelalter wieder miteinander verschmolzen wurden. Wissen aus der Volksmedizin wurde von der akademischen Medizin des Mittelalters vielerorts übernommen.
Zu den Leistungen der mittelalterlichen Medizin zählen unter anderem der Beginn systematischer Lehre und Forschung auf dem Gebiet der Anatomie (an der menschlichen Leiche), bedeutende Entwicklungen in der Chirurgie, Anfänge einer sozialen Medizin für alle Bevölkerungsschichten sowie die Einführung systematischen Unterrichts und die Schaffung eines staatlich anerkannten Ärztestandes.

## Medizintheorie
Bis ins 19. Jahrhundert hinein blieb die antike Humoralpathologie nach Hippokrates und den zahlreichen Schriften seines bedeutendsten Kommentators Galen für das medizinische Denken in Orient und Abendland vorherrschend. Die Ausgewogenheit der vier Körpersäfte, die Eukrasie, galt als Voraussetzung von Gesundheit, die es durch eine entsprechende Lebensweise zu erhalten galt. Für Krankheit wurde ein naturwidriger Stoff verantwortlich gemacht, die Materia peccans. Diese konnte das Gleichgewicht der Säfte stören oder einen der Säfte schlecht werden lassen und musste deshalb aus dem Körper entfernt werden. Dies führte zum häufigen Einsatz von Aderlass sowie Abführmitteln und Brechmitteln bis ins 19. Jahrhundert.
Auf der Humoralpathologie beruhende diagnostische Verfahren waren von der Antike bis in die frühe Neuzeit vor allem die Harnschau (Uroskopie), die Pulsdiagnose und die (oft im Rahmen eines Aderlasses vorgenommene) Blutschau (Hämatoskopie). Daneben wurden Koproskopie (Stuhlschau) sowie Sialoskopie (Sputumbegutachtung) und Hidrotoskopie (Schweißbeurteilung) angewandt.
Ärzte in Antike und Mittelalter handelten nach den Grundsätzen Erst das Wort, dann die Pflanze, zuletzt das Messer (in der griechischen Mythologie Asklepios, dem Gott der Heilkunst zugeschrieben) sowie Medicus curat, natura sanat (etwa: Der Arzt behandelt, die Natur heilt.) aus dem Corpus Hippocraticum. Im christlichen Mittelalter wurde dem noch …Deus salvat zugefügt (Gott rettet). Der Naturbegriff in Antike und Mittelalter meint, dass Ärzte nur Diener sowie bestenfalls Verbündete der Natur sind und gute Ärzte die Natur sehr genau studieren müssen. Dennoch kann ihre Nachahmung nie so gut sein wie die Natur selbst. Insofern ist die mittelalterliche Medizin nicht mit einer modernen Naturwissenschaft und aus heutiger säkularer Sicht, sondern eher als Naturphilosophie zu verstehen.
| Element | Körpersaft   | Qualitäten       | Farbe   | Geschmack        | Organ  | Jahreszeit | Lebensalter | Fieberart               | Geschlecht |
| ------- | ------------ | ---------------- | ------- | ---------------- | ------ | ---------- | ----------- | ----------------------- | ---------- |
| Luft    | Blut         | warm und feucht  | rot     | süß              | Herz   | Frühling   | Jugend      | kontinuierliches Fieber | (keines)   |
| Feuer   | Gelbgalle    | warm und trocken | gelb    | bitter           | Leber  | Sommer     | junger Mann | Tertiana                | männlich   |
| Erde    | Schwarzgalle | kalt und trocken | schwarz | scharf und sauer | Milz   | Herbst     | alter Mann  | Quartana                | (keines)   |
| Wasser  | Weißschleim  | kalt und feucht  | weiß    | salzig           | Gehirn | Winter     | Greis       | Quotidiana              | weiblich   |

In der Temperamentenlehre wurden Menschen je nach vorherrschendem Körpersaft in ihrer Grund-Wesensart kategorisiert:
- Blut (lateinisch sanguis, altgriechisch αἷμα háima): Sanguiniker (αἱματώδης heiter, aktiv)
- Schleim (gr. φλέγμα phlégma): Phlegmatiker (φλεγματικός passiv, schwerfällig)
- Schwarze Galle (gr. μέλαινα χολή mélaina cholḗ): Melancholiker (μελαγχολικός)
- Gelbe Galle (gr. χολή cholḗ): Choleriker (χολερικός reizbar und erregbar)

Astrologische Aspekte beeinflussten die Behandlungen, etwa den Zeitpunkt des Aderlasses. Auch die Signaturenlehre spielte eine gewisse Rolle, wurde aber erst von Paracelsus im 16. Jahrhundert schriftlich systematisiert.

## Byzantinische Medizin

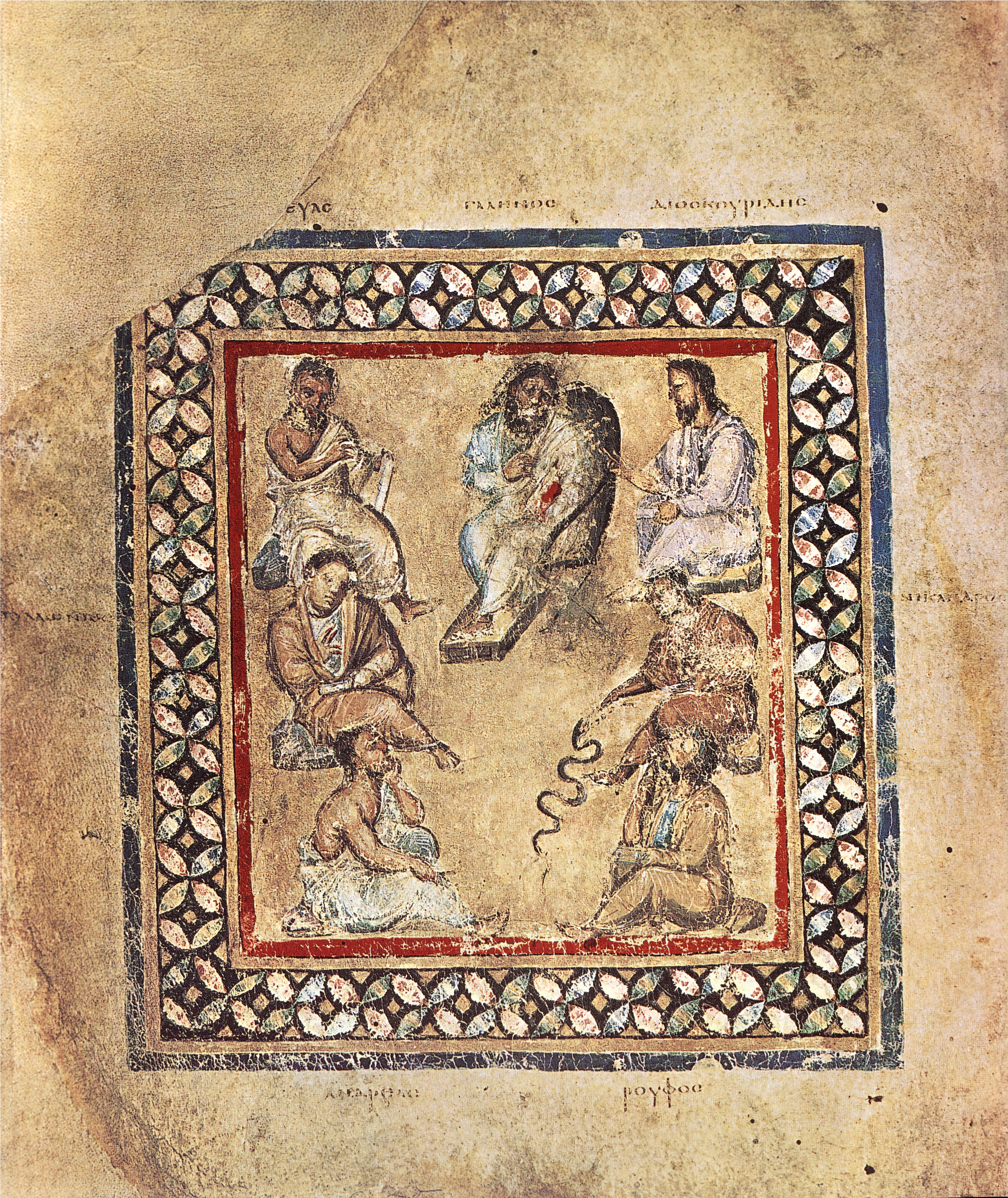
Ärztebild aus dem Wiener Dioskurides, fol. 3v (um 512)

Nach dem Zusammenbruch des weströmischen Reiches bestand das griechischsprachige oströmische Byzanz als Zentrum der theoretischen und praktischen Medizin weiter. Alexandria wurde bis zur islamischen Expansion im 7. Jahrhundert erneut zur Hochburg der akademischen Medizin (vgl. Herophilos von Chalkedon im 3. Jahrhundert v. Chr.)
Von der römischen Reichsteilung von 395 bis zur Eroberung Alexandrias 642 wurde vornehmlich das antike Wissen zusammengetragen, kommentiert, systematisiert, sowie in übersichtlicher und konzentrierter Form zusammengefasst. Als Kompilatoren traten insbesondere Oreibasios von Pergamon, Aëtios von Amida, Alexander von Tralleis sowie Paulos von Aigina in Erscheinung. Oreibasios, Leibarzt von Kaiser Julianus Apostata, schuf auf Befehl des Regenten eine Collecta medicinalia in 70 Bänden, die in erster Linie auf den Schriften Galens beruhte. Sie ist heute nur noch bruchstückhaft erhalten. Ein Auszug daraus, die Synopsis pro Eustathion in neun Bänden, verbreitete sich schnell und wurde bereits im 6. Jahrhundert ins Lateinische übersetzt. Ein zweites wichtiges Werk war das Euporista (Hausarzneibuch) mit galenisch unproblematischen Rezepten und Therapieanweisungen für Laien. Um 512 wurde für Anicia Iuliana der heute berühmte Wiener Dioskurides erstellt, eine Sammelhandschrift, die seit 1997 zum Weltdokumentenerbe zählt. Etwa 150 Jahre nach Oreibasios schuf Aëtios sein Tetrabiblon, ein Sammelwerk in vier mal vier Bänden. Er baute auf Galen und Oreibasios auf und integrierte neben eigenen Erfahrungen auch frühchristliche Elemente wie Magie, Mystik und Religion. Alexander von Tralleis richtete sich mit seinen Zwölf Büchern über die Medizin an Laien wie Ärzte. Im Wesentlichen hatte er Therapieanweisungen von Hippokrates und Galen zusammengetragen und mit eigenen Erfahrungen ergänzt. Ein dreibändiger Auszug fand weite Verbreitung und wurde ins Lateinische, Arabische, Hebräische und Syrische übersetzt. Paulos von Aiginia schuf in der ersten Hälfte des 7. Jahrhunderts die Kompilation Hypomnema in sieben Bänden, ein Handbuch der praktischen Medizin. Im sechsten Band, der Chirurgie, wurde antikes Wissen vorsichtig durch eigene Erfahrungen ergänzt.
Nach der Eroberung Alexandrias setzte der graeco-arabische Texttransfer ein. Der Schwerpunkt der akademischen Medizin verlagerte sich nach Konstantinopel. Nachfolgend wurden antike und byzantinische Traditionen durch persische, arabische und indische Elemente ergänzt. Mit dem spätbyzantinischen Krankenhauswesen (vgl. Geschichte des Krankenhauses) traten klinische Erfahrungen vermehrt in den Vordergrund. In diesen christlich geprägten Hospitälern entwickelte sich die stationäre Krankenpflege und ab dem 10. Jahrhundert auch die ärztliche Krankenversorgung. Das Moni Pantokratoros hatte im 12. Jahrhundert nicht nur eine hierarchisch strukturierte Ärzteschaft, sondern auch eine eigene Ärzteschule. Aufgrund innenpolitischer Unruhen entstanden relevante Schriften jedoch erst ab dem 11. Jahrhundert wieder. Michael Psellos (Konstantinos Psellos), Symeon Seth (auch Simeon Seth), sowie später Nikolaos Myrepsos und Johannes Zacharias Aktuarios (* um 1275; † nach 1328) waren die Hauptvertreter der zweiten Phase der byzantinischen Medizin. Michael Psellos wirkte als Philosoph und Gelehrter an der wiedereröffneten Akademie in Konstantinopel (Akademie von Mangana). Als Lehrer und Erzieher von Kaiser Michael VII. schuf er eine allgemeine Enzyklopädie, eine Synopsis der Medizin, eine Diätetik und ein Traktat über Edelsteine als Heilmittel. Darauf baute Simeon Seth auf, der ein lexikalisches Werk Über die Heilkräfte der Nahrungsmittel verfasste. Als erste Arzneimittellehre beinhaltete es auch systematisch arabische und indische Materia medica wie Kampfer, Moschus, Ambra, Gewürznelken, Muskatnuss und Haschisch. Nikolaos Myrepsos erstellte im 13. Jahrhundert ein Antidotarium mit 2656 Rezepten aus griechischer, lateinischer und arabischer Tradition. In Johannes Zacharia Aktuarios findet die byzantinische Medizin ihren Abschluss. Erhalten ist eine Therapeutik in sechs Bänden (Methodus medendi), in die eigene Erfahrungen stark einflossen. Als zweites Hauptwerk verfasste er sieben Bände Über den Harn, das als Höhepunkt der byzantinischen Uroskopie gilt und weit über die Schriften Galens hinausgeht. In Über die normalen und abnormen Tätigkeiten des Seelengeistes und darauf bezogene Diät  verband Aktuarios antike Vorstellungen der Seelenzustände mit diätetischer Lebensführung.

## Arabische Medizin

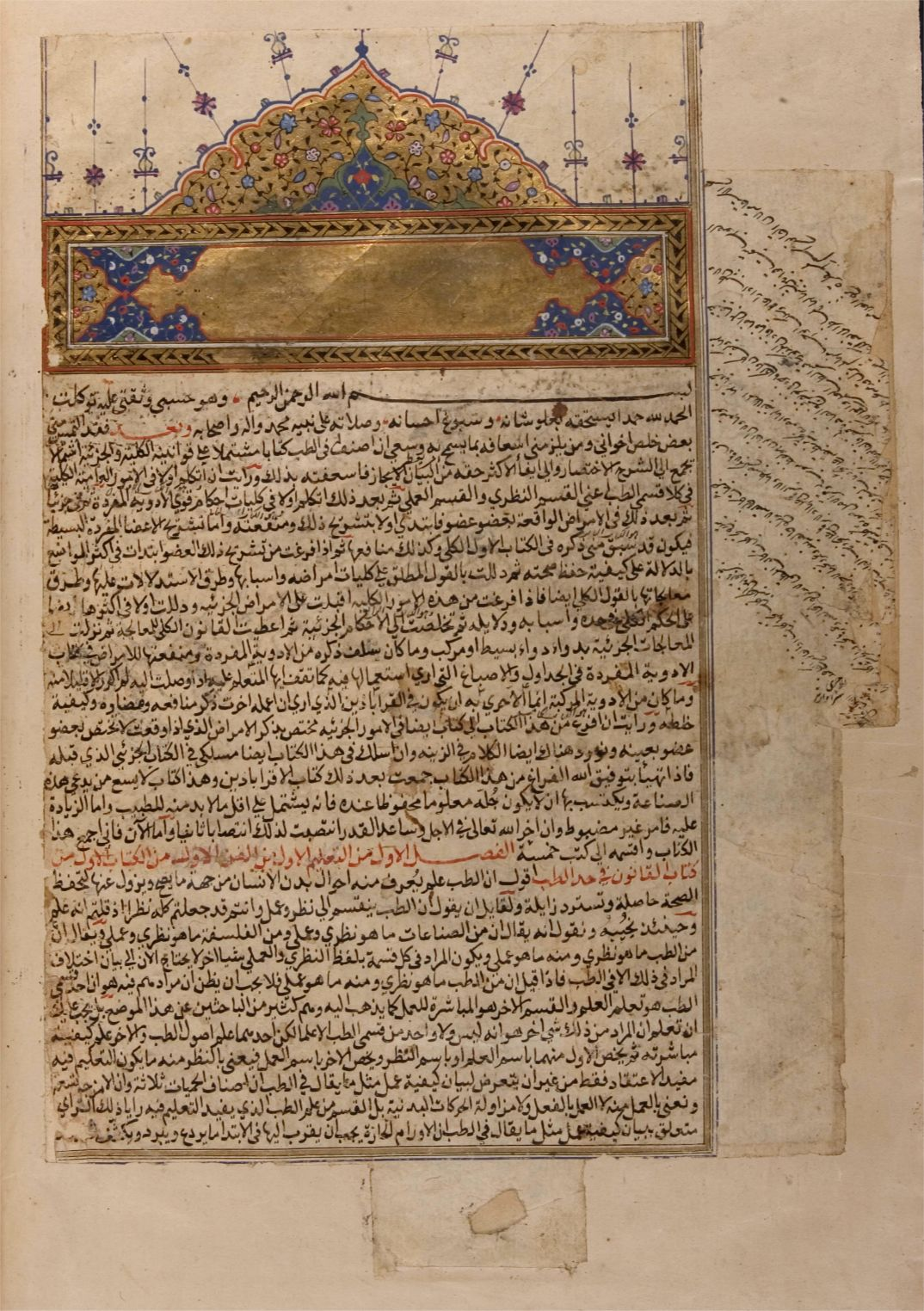
Die erste Seite einer Abschrift des Kanons der Medizin von 1597/98

Die Theorie der arabischen Medizin beruhte insbesondere auf den Werken von Galen sowie weiteren, ihm zugeschriebenen Schriften. Nach dem Konzil von Ephesos (431) und noch einmal mit dem Zweiten Konzil von Konstantinopel (553) wurde die Lehre der Nestorianer als Häresie verurteilt. Viele der Anhänger flohen in das zweite persische Großreich, das Sassanidenreich, einige bis nach Gundischapur. An der bereits im 3. Jahrhundert gegründeten Akademie von Gundischapur übersetzten und lehrten sie Aristoteles. Chosrau I. begründete dort um 555 die medizinische Fakultät, wo die Humoralpathologie nach Hippokrates und Galen von den Nestorianern in die mittelpersische Sprache übertragen wurde. Die Unterrichtssprache könnte Persisch gewesen sein, wahrscheinlicher ist aber die syrisch-aramäische Sprache, da dies die Muttersprache der Nestorianer und der Sassaniden war.
Der christlich-arabische Gelehrte Hunain ibn Ishāq (latinisiert Johannitius) und seine Verwandten übersetzten im 9. und 10. Jahrhundert insgesamt 129 Schriften Galens ins Syrisch-Aramäische und ins Arabische. Hier wurde erstmals eine Terminologie der Medizin geschaffen. Der persische Arzt und Philosoph Muhammad ibn Zakarīyā ar-Rāzī (latinisiert Rhazes) verfasste im 10. Jahrhundert auf Basis von Galen ein medizinisches Lehrbuch in zehn Teilen (Kitāb al-Manṣūrī fī aṭ-Ṭibb), mehrere Dutzend Krankenjournale sowie eine sehr bekannte Abhandlung über Pocken und Masern, mit einer differentialdiagnostischen Beschreibung der Initialsymptome. In der Medizinschule bzw. Ärzteschule von Kairouan wirkte der sie prägende jüdische Arzt und Philosoph Isaak ben Salomon Israeli. Er verfasste Schriften über Fieber und Urin sowie über Diätetik. Zunächst hatte er in Kairouan unter Isḥāq ibn ’Imrān gearbeitet (bekannt für ein Traktat über Melancholie), der wie er von Emir Ziyadat Allah III. an den Hof geholt worden war. Somit erweiterte sich die griechische Tradition der arabischen Medizin nach Westen hin. Es folgte Ibn al-Dschazzār, dessen bekanntestes Werk die spezielle Pathologie Der Reiseproviant ist.
Der Universalgelehrte Abū Alī al-Husain ibn Abdullāh ibn Sīnā (latinisiert Avicenna) schuf im frühen 11. Jahrhundert den fünfteiligen Kanon der Medizin. Der erste Teil enthält einen Großteil der Medizintheorie. Im zweiten Teil werden vorrangig 758 Einzeldrogen vorgestellt, zu Beginn findet sich jedoch eine Arzneimittelkunde mit detaillierten Erläuterungen zu den Primärqualitäten und wie diese durch die Mischung von Zutaten beeinflusst werden. Avicenna gibt auch sehr genaue Regeln zum Experimentieren mit Drogen vor. So lehnt er bspw. Tierversuche ab, da die Wirkung beim Menschen eine andere sei als beim Tier. Der dritte Teil enthält die Innere Medizin, der vierte die Chirurgie und Allgemeinkrankheiten. Der letzte Teil schließlich ist ein Antidotarium mit 650 Heilmitteln. In den westlichen Universitäten blieb der Kanon bis ins 16. Jahrhundert das medizinische Standardwerk, im Orient sogar bis nach dem Zweiten Weltkrieg.
Ali ibn Isa (lateinisch Jesu Occulist genannt) verfasste im 11. Jahrhundert mit dem Erinnerungsbuch für Augenärzte die weltweit erste Augenheilkunde, die 131 Krankheiten beschrieb. Ammar ibn Ali al-Mawsili (latinisiert Canamusali) beschrieb Operationen bei Grauem Star mit einer von ihm erfundenen hohlen Metallnadel. Der christliche Arzt Ibn al-Quff (1233–1286) fertigte 20 Traktate über Die Pfeiler in der Chirurgie an, die Abu l-Qasim Chalaf ibn al-Abbas az-Zahrawi (lat. Albucasis) zum Teil übernahm. Dessen at-Tasrif, eine medizinische Enzyklopädie in 30 Bänden, wurde wegen der letzten Abhandlung noch im 17. Jahrhundert von Athanasius Kircher hochgelobt.
Die Medizinschule von Gondeschapur hatte Modellcharakter für weitere Krankenhäuser als bedeutende Ausbildungszentren, etwa in Bagdad, Damaskus und Kairo. Sultan Ahmad ibn Tulun stiftete 872 das erste öffentliche Krankenhaus in al-Fustat. Nach der Überlieferung soll die Behandlung dort kostenlos gewesen sein. Zur Einrichtung gehörten getrennte Bäder für die beiden Geschlechter und spezielle Kleidung. Zur Entlassung wurde ein Gericht mit Hühnchen gereicht.
Als Basis für die spätere Diätetik eines Ibn Butlan (Taqwim as-sihha, vgl. Tacuinum sanitatis) oder Ibn Zuhr (Kitāb at-Taisīr fī l-mudāwāt wa-t-tadbīr) gelten die nicht in der (konstanten) Natur des Menschen befindlichen und damit änderbaren Sex res non naturales Luft, Bewegung und Ruhe, Speise und Trank, Fülle und Leere, Schlaf und Wachsein sowie der Spiritus animae.
In zwei Übersetzungswellen kamen die zentralen Schriften der arabischen Medizin nach Westeuropa. Heinrich Schipperges prägte hierfür den Begriff Arabismus, dem später der sogenannte Galenismus gegenübertrat. Die erste Welle wurde durch Constantinus Africanus in der zweiten Hälfte des 11. Jahrhunderts in Salerno bestimmt, eine zweite Welle im 12. Jahrhundert durch Gerhard von Cremona in der Übersetzerschule von Toledo.

## Abendländische Medizin

### Klostermedizin

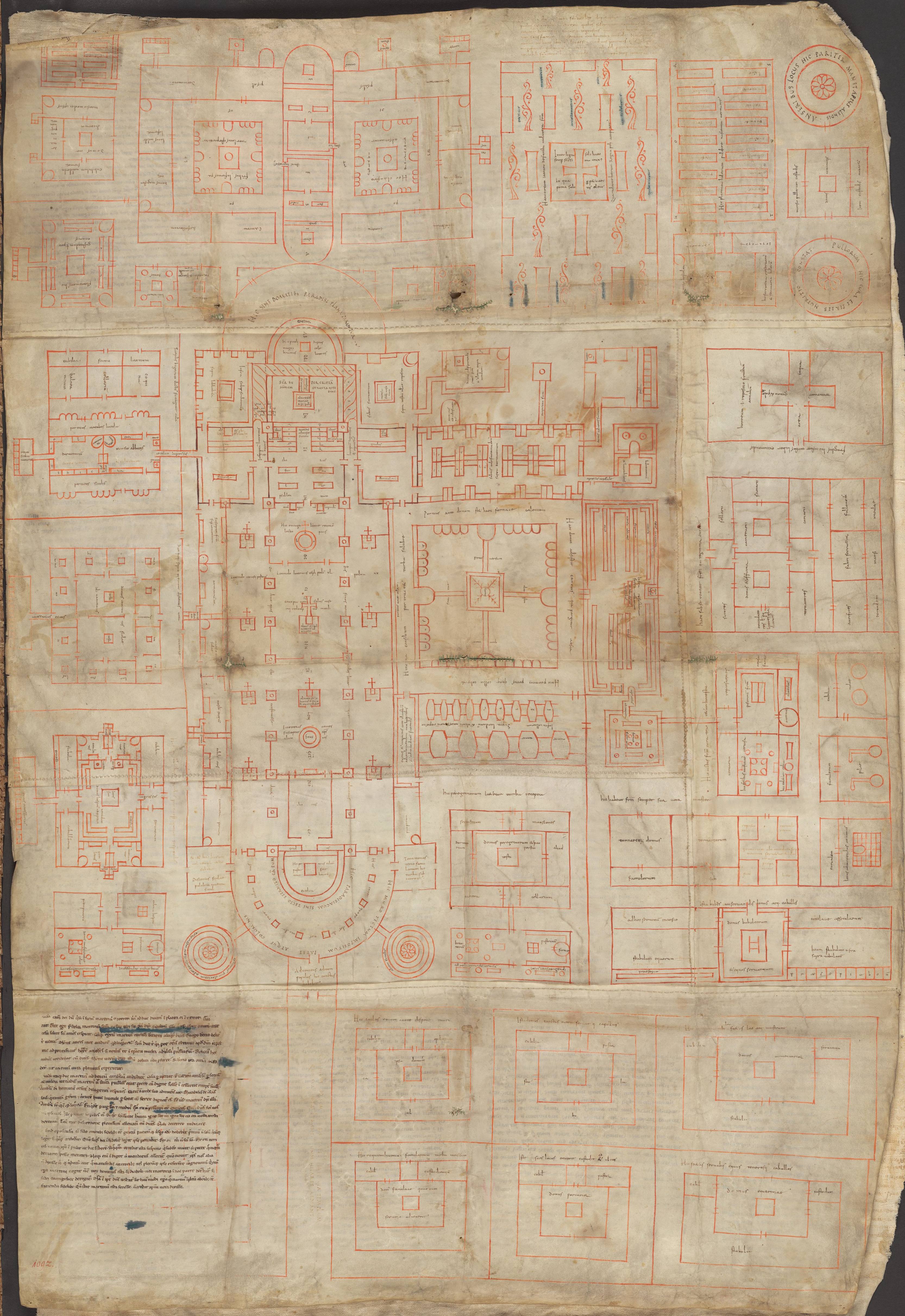
St. Galler Klosterplan (Kloster Reichenau, um 820).

Die Epoche der Klostermedizin in Westeuropa (im „lateinischen Mittelalter“ bzw. im Abendland) wurde maßgeblich von der Regula Benedicti geprägt, in der Benedikt von Nursia um 529 im 36. Kapitel der Regel die Sorge für die Kranken als Dienst an Jesus beschreibt. Benedikt nennt spezielle Räumlichkeiten für die Kranken, aber auch den ausgebildeten Pfleger bzw. Mönchsarzt (Infirmarius). Das berühmte Ora et labora der Benediktiner, das so in der Regel nicht vorkommt und vielmehr eine Erfindung aus dem Spätmittelalter ist, müsste eigentlich Ora et labora et lege heißen, also Bete und arbeite und lies. Lesen bedeutete damals auch Abschreiben und Benedikt trug seinen Mönchen auf, jedes Jahr mindestens ein Buch zu lesen. In einem Zeitalter, das von Völkerwanderung, Kriegen und Seuchen bestimmt war, verblieben somit im zerbrochenen weströmischen Reich die Klöster als Zentren des Schrifttums und der Kultur. Dennoch wurde die Heilkunst als solche beispielsweise noch durch Gregor von Tours in Frage gestellt, der sich dafür ausgesprochen hat, die Medizin durch christliche Wunderheilungen zu ersetzen. Es gab eine Diskussion, ob Medizin als solche nicht grundsätzlich gegen das Werk Gottes verstoße. Wahrscheinlich auch deshalb ist der ältesten erhaltenen Schrift der Klostermedizin, dem Lorscher Arzneibuch (Weltdokumentenerbe seit Juni 2013) aus dem späten 8. Jahrhundert, eine Vorrede beigefügt, in der nicht nur die Heilkunst verteidigt wird, sondern explizit auch heidnische Quellen befürwortet werden.
Cassiodor gründete um 554 das Kloster Vivarium und legte mit seinem enzyklopädischen Werk Institutiones divinarum et saecularium litterarum einen maßgeblichen Bildungs- und Leseplan vor, der sich an der Schule von Nisibis orientierte. Cassiodor empfiehlt als medizinische Lektüre u. a. das Kräuterbuch des Dioskurides, Schriften von Hippokrates und Galen, De medicina von Aulus Cornelius Celsus sowie eine Sammlung anonymer Schriften. Isidor von Sevilla kompilierte mit Etymologiarum sive originum libri XX das noch vorhandene Wissen der Antike (vgl. Bücherverluste in der Spätantike). Medizinische Werke der Antike waren in der Regel auf Griechisch verfasst worden und lagen nur bruchstückhaft in lateinischer Fassung vor. Nach dem Zerfallen des römischen Reiches war die Kenntnis der griechischen Sprache aber weitestgehend aus Westeuropa verschwunden. Wer lesen und schreiben konnte, der tat dies auf Latein. So wurden viele antike Schriften in Byzanz und in der arabischen Welt bewahrt und weiterentwickelt und kamen erst im Hochmittelalter (etwa 1050 bis 1300) zurück in den Westen. Isidor standen insbesondere medizinische Werke von Celsus und von Plinius (vgl. Medicina Plinii) zur Verfügung.
Die Heilkunde in der Periode von etwa 800 bis 1050 wurde auch als Karolingische Medizin bezeichnet. Karl der Große (regierte 768–814) verpflichtete mit seiner Verordnung Capitulare de villis die Klöster zum Anbau von Nutz- und Heilpflanzen. Auf dieser Basis entstanden im 9. Jahrhundert im Kloster Reichenau der Klosterplan und das Lehrgedicht Liber de cultura hortorum des Abtes Walahfrid Strabo. Das wichtigste Werk der Klostermedizin war das von Odo Magdunensis verfasste Lehrgedicht Macer floridus, in dem in Form von Hexametern 77 Arzneipflanzen beschrieben werden. Als Abschluss der Klostermedizin gilt Hildegard von Bingen, die Mitte des 12. Jahrhunderts ihre natur- und heilkundlichen Werke Causae et curae und Physica verfasste. Die heute überaus populären Werke hatten jedoch im Mittelalter lediglich regionale Bedeutung. Von der Causae et curae ist nur eine einzige Handschrift überliefert, von der Physica sind etwa zehn erhalten geblieben. Im Gegensatz zu anderen Autoren griff Hildegard weit weniger auf antike Autoren zurück, sondern übernahm viele Rezepte und auch Pflanzen wohl aus der Volksmedizin. Die heute oftmals behauptete Verfolgung kräuterkundiger Frauen im Mittelalter hat es nie gegeben, sondern geht auf Erfindungen des 19. Jahrhunderts zurück.
Im iro-schottischen Raum wurde oftmals einheimisch-volkstümliches Wissen mit den mediterranen Quellen der Antike vermengt. Das dreiteilige Bald’s Leechbook aus dem 9. Jahrhundert, eine der ältesten erhaltenen medizinischen Schriften in angelsächsischer Sprache, enthält im dritten Teil noch zahlreiche Rezepte, die weitgehend ohne Einfluss aus dem Mittelmeerraum sind. Der Begriff Leech für (den rein empirisch gebildeten) Volksarzt findet sich auch bei dem angelsächsischen Benediktiner Beda Venerabilis in seinem Werk Historia ecclesiastica gentis Anglorum.
Im Jahr 1215 hatte das vierte Lateranische Konzil selbst medizinisch ausgebildeten Klerikern die Ausübung chirurgischer bzw. „handwerklicher“ ärztlicher Tätigkeiten verboten (Ecclesia abhorret a sanguine, Inhonestum magistrum in medicina manu operari). Im Vorfeld der Konstitutionen von Melfi (1231) ergab sich eine Trennung der Fachbereiche von manuell-chirurgischer und akademisch-internistischer Medizinausübung. Um 1240 wurden durch Friedrich II. die Berufe des Arztes und des Apothekers voneinander getrennt. Dies und das Aufkommen der universitären Medizin in u. a. Salerno und Montpellier trugen maßgeblich dazu bei, dass der Stellenwert der Mönche und Nonnen in der Medizin abnahm und im Hochmittel das Laienelement die Führung in der Tradition und Weiterentwicklung der Heilkunde übernahm, wobei an den medizinischen Fakultäten (etwa von Bologna, Padua, Neapel, Peris, Oxford, Prag, Wien, Heidelberg und Leipzig) des 12. bis 15. Jahrhunderts die stark dialektisch gestaltete Hauptlehrmethode scholastisch war. Vertreter dieser Zeit, die bereits eigene Erfahrungen in ihre Publikationen einbrachten, waren etwa Taddeo Alderotti, Pietro d’Abano, Niccolo Falcucci, Michael Savonarola, Antonio Benivieni und Gentile da Foligno. Bis zur Säkularisation im frühen 19. Jahrhundert verlagerte man sich insbesondere auf die Pharmazie – die Klosterapotheke. In der heutigen Klosterheilkunde leben einige Rezepturen und weitere Elemente aus der Epoche der Klostermedizin noch fort.

### Salerno und Montpellier

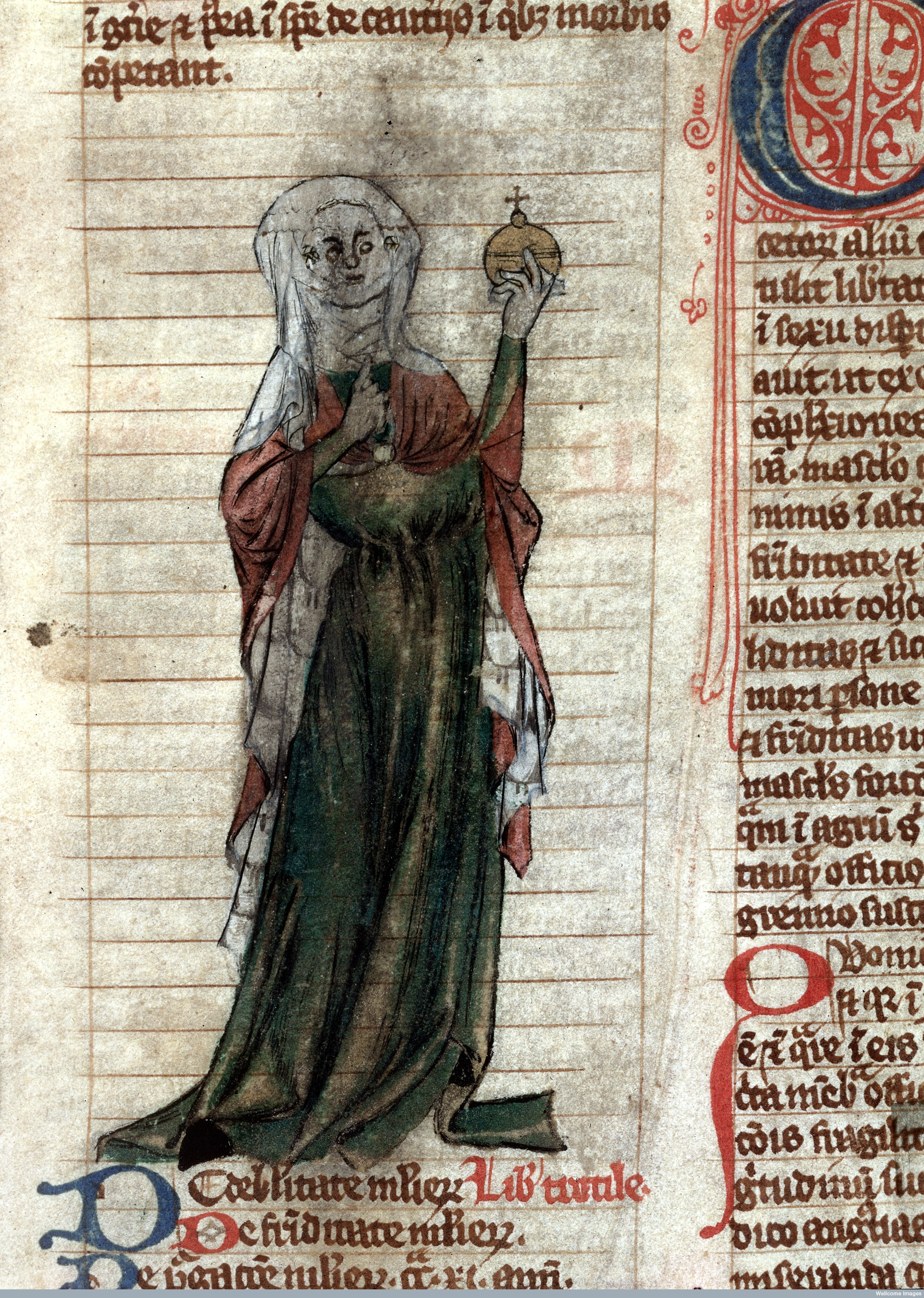
Darstellung der Trota von Salerno auf einem Manuskript um 1200.

Die Abtei Montecassino unterhielt in Salerno ein Hospital, in dem erkrankte Ordensbrüder, aber auch Kreuzfahrer von den anlegenden Schiffen behandelt wurden. Im 10. Jahrhundert entstand daraus eine Medizinschule, die heute als älteste Universität Europas gilt. In der frühen Phase von etwa 995 bis 1087 wurden Quellen gesichert und byzantinische Texte übertragen. Um 1063 kam der tunesisch-arabische Constantinus Africanus nach Salerno und begann damit, galenistische Werke der arabischen Medizin in das Lateinische zu übertragen. So entstand die Articella, das maßgebliche Corpus für den Unterricht in Salerno. Mit Liber graduum, Antidotarium Nicolai und Circa instans entstanden drei große Arzneimittellehren, die später als Basis des neuen Apothekerwesens fungierten. Das Trotula-Ensemble war die erste umfangreiche Frauenheilkunde, entstanden um 1100. Verfasserin des Hauptteiles war Trota von Salerno, die als Gelehrte keine Sonderrolle einnahm: Mehrere Dutzend Frauen, die in Salerno lernten und lehrten, sind schriftlich bezeugt. Trota achtete auf eine einfache Zusammensetzung der Rezepte, so dass auch das einfache Volk sie übernehmen konnte. Für ihre Zeit hatte Trota erstaunlich fortschrittliche gynäkologische Kenntnisse. Besonders beachtlich sind ihre Angaben zu Unfruchtbarkeit, Geburtenkontrolle und Geburtshilfe. In der späten Phase bis 1275 wurden diverse Werke zusammengefasst, u. a. die Vier-Meister-Glosse (vgl. Roger Frugardi und Roland von Parma). Die Chirurgie wurde hier bereits aus dem Ärztestand ausgegliedert (vgl. Konzil von Tours, 1163), der Handwerksberuf des Wundarztes entstand. In Salerno finden sich frühe Tendenzen der Scholastik (Quaestiones salernitanae).
Im späten 13. Jahrhundert begann eine landessprachliche Rezeption, so etwa durch Ortolf von Baierland (um 1280–1300), dem das Rezeptar des von einem thüringischen Schreiber um 1180–1200 verfassten Bartholomäus (der Prototyp für die Gattung „Arzneibuch“) und das von einem schlesischen Kompilator um 1250 auf Grundlage von in Salerno im 12. Jahrhundert benutzten lateinischen Texten geschaffene Deutsche salernitanische Arzneibuch sowie der sogenannte „deutsche Macer“ vorausgingen. Zu den frühesten bedeutenden Verfassern im germanischen Sprachraum gehört auch der Flame und Lanfrank-Schüler Jan Yperman im 14. Jahrhundert, der mit Surgie (Chirurgie) und (seiner weniger beachteten) Medicine („Innere“ Medizin) sowohl ein chirurgisches als auch internistisches Werk geschaffen hat, das insbesondere auf Texten der Salerner Schule beruht. So finden sich darin Inhalte des Grabadin von Pseudo-Mesuë, der Chirurgie des Bruno von Longoburgo, des Roger-Urtextes und der Ersten Rogerglosse sowie der Practica brevis (ursprünglich Curae, genannt auch Curae breves) von Johannes Platearius dem Jüngeren und des Thesaurus pauperum von Petrus Hispanus.
Die Schule von Montpellier reicht bis ins Jahr 1137 zurück, ab 1181 konnte jedermann dort unterrichtet werden. Vermutlich geht die Gründung auf christliche Ärzte zurück, die in Salerno ausgebildet worden waren. Ihre höchste Bedeutung hatte die Schule im 14. Jahrhundert, als dort Arnald von Villanova, Bernhard von Gordon und Gerhard von Solo wirkten. Guy de Chauliac schuf mit der Chirurgia magna ein bedeutendes Werk der Chirurgie, ab spätestens 1366 gab es Sektionen des Menschen. Gibt es für das 14. Jahrhundert noch 244 belegte Absolventen der Schule, so sind es im folgenden Jahrhundert nur noch 133 Mediziner. Im 16. Jahrhundert war Montpellier eine wichtige Pflegestätte des Humanismus.

### Chirurgie
Erst im Hochmittelalter konnte in der westeuropäischen Chirurgie das Niveau der antiken alexandrinischen Schule (vgl. Herophilos von Chalkedon) wieder erreicht werden. Der Chirurg, später Wundarzt, muss im Mittelalter vom gelehrten Physicus (etwa als hochrangiger Stadtphysicus) bzw. Medicus (als studierter doctor medicinae) sowie vom Apotheker differenziert werden.
Im Frühmittelalter wurden beispielsweise Luxationen wieder eingerenkt, Frakturen der Röhrenknochen behandelt sowie Intrusionen bei Schädelverletzungen wieder aufgerichtet und Knochenfragmente entfernt. Auch prothetische Versorgungen von Amputationsstümpfen sind belegt. Überlieferte Schriften sind in vulgärem Latein verfasst und teils pseudo-galenisch. Die Ausbildung war in erster Linie praktisch ausgerichtet, eine Schule gab es nicht.
An der Hochschule von Salerno wurde die Medizin in die Fachbereiche Theorie (theorica als theoretische Anleitung zum Therapieren) und Praxis (practica als dienendes Fach) unterteilt. Ende des 12. Jahrhunderts wurde die practica (medicinae) eher als das Gebiet der inneren Erkrankungen betrachtet und das Fachgebiet für die äußerlichen Verletzungen als chirurgia davon abgegrenzt, woraus sich die Werktitel Practica und Chirurgie der entsprechenden Lehrbücher entwickelten. Die Bedeutung und der jeweilige Stellenwert von „Theorie“ und „Praxis“ wurde daraufhin an den spätmittelalterlichen Fakultäten lange Zeit diskutiert.
Im Hochmittelalter war die Chirurgie als Handwerk von Medizin und Pharmazie abgegrenzt, akademisch gebildete Wundärzte wie Ortolf von Baierland oder Thomas Schelling wurden selten und Geistlichen (Klostermedizin) das ärztliche Praktizieren erschwert (Verbot operativer Tätigkeit). Durch die Übersetzungen arabischer Texte und deren Rezeption kam es zu neuer chirurgischer Fachliteratur. So konnten sich auch neue Behandlungsformen verbreiten. In Parma lehrte Roger Frugardi, seine Chirurgie wurde 1180 durch Guido von Arezzo d. J. bearbeitet. Sie wurde in Latein und Landessprache rezipiert und bis in die Neuzeit abgewandelt, u. a. durch Roland von Parma, in Montpellier, in Erfurt und Leipzig. Ab dem 13. Jahrhundert übernahm Bologna die Führung in der Chirurgie. Ugo Borgognoni hatte die Schule 1219 gegründet. Mit Schlafschwämmen wurden Allgemeinnarkosen durchgeführt, eiterlose Wunden mit alkoholischen Verbänden versorgt. Mondino dei Luzzi war vielleicht der Erste, der Sektionen in den Anatomie-Unterricht einband. Seine 1316 veröffentlichte Anathomia war in die sechs Schritte einer Sektion gegliedert. In der Dichtung des Hochmittelalters, so bei Wolfram von Eschenbach, wird die Chirurgie oft thematisiert.
Im Spätmittelalter war die Chirurgie in das Zunftwesen der Städte integriert. Über die schriftliche Erfassung auch neuer Methoden wurde die universitäre Anatomie beeinflusst. Ab 1295 wird Paris durch Lanfrank von Mailand zum Zentrum der Chirurgie. Die Pariser Schule in Bologneser Tradition bringt die 1293/94 in einer Kleinen Chirurgie erwähnte „Nervennaht“ nach Lanfrank und die Intubation bei Atemnot nach Guy de Chauliac. Der flämische Arzt Jan Yperman legte 1329 sein chirurgisches Lehrbuch Surgie vor, Thomas Schelling 1343 eine Gesamtdarstellung. In der Schädelchirurgie, bei den Nahttechniken und den Behandlungen von Knochenbrüchen gingen beide weit über ihre Vorlagen hinaus. In der Lombardei und der Romagna wirkten Leonardo de Bertapaglia, Pietro d’Agellata und Giovanni da Vigo.
Die medizinische Versorgung oblag im späten Mittelalter in erster Linie den Wundärzten. Aufgrund von Gebührenordnungen konnte sich auch die untere und mittlere Schicht die Behandlungen bei ihnen leisten. Studierte Ärzte versorgten vorrangig die Oberschicht. Die Wundärzte stellten ihre Arzneien in der Regel selbst her und griffen auf heimische Zutaten zurück. Die unerschwinglichen „Spezereien aus dem Orient“ waren schon seit dem Lorscher Arzneibuch im späten 8. Jahrhundert immer wieder kritisiert worden. Die dort propagierte Kostensenkung im Gesundheitswesen war durch die teils als Stadtarzt bzw. Stadtphysicus tätigen Wundärzte nun endlich Realität geworden. Bei komplizierten Arzneimitteln wie dem Theriak griffen aber auch die Wundärzte auf die Apotheker zurück. Zur Ausbildung gehörte üblicherweise die Wanderschaft als Geselle, einige waren auch später noch als fahrende Spezialisten für bspw. Augen oder Zähne tätig. Innere Medizin durften sie nicht betreiben, doch hielten sich zahlreiche Vertreter der Zunft nicht immer so genau daran – sie pfuschten den studierten Ärzten in die Kur.

### Übergang zur Neuzeit
Mit dem Aufkommen des Renaissance-Humanismus wurde der theologische Einfluss auf die Medizin schwächer, lebte aber zum Beispiel in Form der Pestblätter bis in die Inkunabelzeit und danach weiter. Die therapeutische oder prophylaktische Anwendung von Magie, etwa in Form von Zaubersprüchen, und Gebeten oder Segen, war bis in die Renaissance (in Volksmedizin) verbreitet. Das Wissen über die Pflanzenheilkunde wurde im ersten gedruckten Kräuterbuch in deutscher Sprache, dem Gart der Gesundheit (1485) weitergegeben. Die Väter der Botanik korrigierten und erweiterten dieses Wissen ab dem 16. Jahrhundert. Zu den ersten deutschsprachigen Medizinwerken gehören unter anderem das Arzenîbuoch Ipocratis (um 1200), das Innsbrucker (Prüller) Kräuterbuch (12. Jahrhundert), eine Übersetzung der Capsula eburnea vom Anfang des 14. Jahrhunderts, das Arzneibuch des Ortolf von Baierland und für den mittelniederdeutschen Bereich die Düdesche Arstedie (enthalten im Gothaer Arzneibuch) aus dem 14. Jahrhundert. Mit der langsamen Abkehr von der dogmatischen Humoralpathologie entwickelte sich nach und nach die moderne Medizin. Galens Auffassungen vom Fluss des Blutes wurden jedoch erst im 17. Jahrhundert durch William Harvey und Marcello Malpighi und teils gegen erhebliche Widerstände revidiert. Das öffentliche Verbrennen der Bücher von Galen und Avicenna durch Paracelsus hatte unmittelbar keine Auswirkungen. Komplett abgelöst wurde die Humoralpathologie schließlich im 19. Jahrhundert durch die Zellularpathologie.